# لوک لوبلان
لوک لوبلان (فرانسوی: Luc Leblanc‎؛ زادهٔ ۴ اوت ۱۹۶۶) دوچرخه‌سوار اهل فرانسه است.
وی در مسابقات کشوری و بین‌المللی در مجموع برندهٔ ۱ مدال طلا شده‌است.